# Juan Carlos Martín (actor)
Juan Carlos Martín  es un actor y director español, protagonista de muchos musicales y obras de teatro.

## Carrera
Comienza su carrera profesional en 1984 en el teatro musical en el desaparecido Teatro Espronceda, de la mano del prestigioso Daniel Bohr. Y en 1985 participó acompañando en los escenarios a José Luis López Vázquez en Muerte de un viajante.
En 1985 realiza su primer papel protagonista en la obra musical infantil Snoopy, el musical, dirigida por Emilio Aragón Miliki, y unos años más tarde repiten con El flautista de Hamelin.
A pesar de que ya en 1986 participó en la serie Nunca se sabe, no es hasta a comienzos de la década de 1990 cuando comienza a ser conocido por al gran público al llamarle Emilio Aragón, hijo del anterior, para colaborar como actor y aparecer en televisión en el programa VIP Noche, y otros de T5 interpretando en muchas ocasiones al divertido personaje humorístico de Benavides, y posteriormente al pasar a ser presentador y guionista del espacio Vídeos de primera.
Su carrera continua entre colaboraciones puntuales en distintas series de televisión y la participación en diversas obras de teatro. Destaca por un lado su trabajo en el programa infantil Trilocos (2001-02), dirigido por Emilio Aragón Miliki, junto a Mané, con el que había coincidido previamente en VIP Noche y posteriormente su participación en la telenovela Luna Negra en 2004. En el teatro, destaca su participación en los musicales Chicago y Hello, Dolly (junto a Concha Velasco) que reciben ambas Premios Max.
Además, en 2002, participó en el programa Escuela de Actores (Antena 3) como Profesor de interpretación y claqué.
Últimamente ha realizado Mortadelo y Filemón, el miusical, Baraka, Perdidos en el Limbo, Obsession Street y ha dirigido y escrito "Sherlock Holmes y el caso de la risa secuestrada", "Adiós, Don Colesterol" y los musicales "Cazadoras de sueños" y "Elvis: The King story". Sus últimos trabajos en teatro son "Billy Elliot, el musical" con más de 700 representaciones, "Aristócratas Conversos" en el Teatro Fígaro y ha estrenado el musical "First Date".
Su obra "La Azotea" se representa en el teatro Arlequín Gran vía por 3ª Temporada y ha sido estrenada en Venezuela y en breve en Argentina. También está ultimando la preparación de la película de dicha obra.

## Resumen de carrera

### Programas de televisión
- Por la mañana... con Jesús Hermida (1989)
- A mi manera (1989-1990)
- Super Guay (1990)
- La Guardería (1990-1991)
- VIP Noche (1991-1992)
- VIP Goles (1992)
- T.D. El verano (1992)
- Vídeos de primera (1993-1994)
- Móntatelo (1994)
- Juguemos al Trivial (1994-1995)
- Guiness (1995)
- Moda de Cine (1996)
- Trilocos (2002)

Y colaboraciones como invitado en: 		
- El Circo de TVE
- Hola Raffaella
- Un, dos, tres...
- El Show de la 1ª
- Barrio Sésamo
- Hablando se entiende la gente
- El huevo de Colón
- Colorín, Colorado
- Vaya nochecita
- Telepasión
- Tele 5 ¿dígame?
- Adivina quién miente esta noche
- Galas del Sábado
- Martes y Trece...
- Desde Palma con amor
- El Friqui

### Series de televisión
- Amar es para siempre (2022)
- El pueblo (2022)
- Noche de chicas (2022)
- Sequía (2021)
- Vota Juan (2019)
- El hombre de tu vida (2016)
- Cuéntame (2015)
- Gym Tony (2015)
- Los misterios de Laura (2014)
- Víctor Ros (2013)
- La República (2011)
- Los Protegidos (2009)
- De repente, los Gómez (2009)
- Maitena: estamos alterados (2008)
- Yo soy Bea (2008)
- Ascensores (2008)
- Amar en tiempos revueltos (2006)
- Cuéntame cómo pasó (2005)
- Aquí no hay quien viva (2005)
- Ana y los siete (2005)
- Luna negra (telenovela) (2003) como Sebastián Fidalgo.
- Abogados (2001)
- Papá (2000)
- El comisario (2000)
- Un hombre solo (1999)
- 7 vidas (1999)
- Mamá quiere ser artista (1996)
- Todos los hombres sois iguales (1996)
- Taller Mecánico (1991) como Rufo.
- Nunca se sabe (1986).

### Filmografía
- Soy una buena persona (2022)
- Tres días en Pedro Bernardo (2015)
- Muertos comunes (2004) como Capitán Gayubas
- La gran vida (2000)
- Tretas de mujer (1993) como Edu
- Los gusanos no llevan bufanda (1992)
- Jet Marbella Set (1991)
- ¡Mamá, quiero ser artista! (1989) (TV)

### Teatro
- El Crédito, el musical (Dir. Rubén Yuste 2024-25)
- First Date (musical) (Dir. Juan Carlos Martín 2024)
- La Azotea (Dir. Juan Carlos Martín 2022-23-24-25)
- Aristócratas conversos (Dir. José Andrés López de la Rica 2023-  )
- Billy Elliot (Dir. David Serrano 2017-18-19)
- Priscilla, Reina del Desierto (2015-16-17)
- La verbena de la Paloma y Los amores de la Inés (Dir. José Carlos Plaza, 2013)
- Más de cien mentiras (Dir. David Serrano de la Peña, 2011/12/13)
- El Lazarillo de Tormes (2010)
- Obsession Street (Dir. Mariano de Paco, 2010)
- Perdidos en el limbo (Dir. Gina Piccirilli, 2009-10-11)
- Sherlock Holmes y el caso de la risa secuestrada (Dir. Juan Carlos Martín, 2010-11-12-13)
- Mortadelo y Filemón, the musical (Dir. Ricard Reguant, 2008)
- Baraka (Dir. Josep María Mestres, 2006-2007-2008)
- La bella Dorotea (Dir. Antonio Corencia, 2005-06)
- Hello, Dolly (Dir. José Carlos Plaza, 2001-03)
- La tienda de los horrores (Dir. Víctor Conde, 2000-01)
- El circo del arte (1999) (Dir. Emilio Aragón B.)
- Chicago, el musical (Dir. Ricard Reguant, 1999-2000), en el papel de Amos.
- Carmen (Dir. Gustavo Tambascio, 1998)
- Pelo de tormenta (Dir. Juan Carlos Pérez de la Fuente, 1997)
- La bella Helena (Dir. José Carlos Plaza, 1995)
- Las cuatro cartas (Dir. Santiago Paredes, 1990-91)
- El flautista de Hamelín (Dir. Emilio Aragón Bermúdez, 1988-89)
- Carmen, Carmen (Dir. José Carlos Plaza, 1988-1989-1990)
- Fuenteovejuna (Dir. Antonio Guirau, 1988)
- Mamá, quiero ser artista (Dir. Ángel Montesinos, 1986-1987-1988)
- Snoopy, el musical (Dir. Emilio Aragón Bermúdez, 1985)
- La muerte de un viajante (Dir. José Tamayo, 1985)
- El cazador cazado (Dir. Carlos Pereira, 1984-1985)
- Runaways, escapados de casa (Dir. Daniel Bohr, 1984)

Como director:
- First Date, el musical (2024) Teatro Príncipe Pío Caixabank
- Los innombrables (2022-23-24) Teatro Reina Victoria
- La azotea (2022-23-24-25) Teatro Arlequín
- La gallina Turuleca, el musical (2016) Teatro La Latina
- Martí, versos de cuba, canciones de libertad (2016) Teatros del Canal
- El atracón (2015-16-17) Gira
- Casi, casi... Perfecto (2013/14) Gira
- Trilogía de Ciencia Ficción (2014) Sala Esconditeatro
- The Polyglots en el Templo de las Lost letras (2012/13) Teatro Galileo
- Adiós, Don Colesterol (2012/13) Gira
- Homenaje a Antonio Molina (2011/12/13/14) Teatro Calderón
- The King story: Elvis y yo (2011/12) Teatro Tivoli
- Sherlock Holmes y el caso de la risa secuestrada (2010/11/12/13/14) Teatro Maravillas
- Cazadoras de sueños (2010) Teatro Madrid

Como autor:
- Los innombrables
- La azotea
- La gallina Turuleca, el musical
- Adiós, Don Colesterol
- Homenaje a Antonio Molina
- The King story: Elvis y yo
- Sherlock Holmes y el caso de la risa secuestrada
- Cazadoras de sueños

## Premios
- "PREMIO GRAN VIA" al mejor actor secundario por "Más de 100 mentiras".
- "PREMIO VANITY de la Crítica" al mejor actor por "Carmen, Carmen".
- "PREMIO REVELACION DE TV"(1993) otorgado por el Alcalde de Madrid.

Además, los siguientes proyectos en que han participado han recibido premios:
- "Hello, Dolly", Premio Max 2002 a Mejor Espectáculo de Teatro Musical.
- "Chicago", Premio Max 2000 a Mejor Espectáculo de Teatro Musical.
- "Vip Noche", premio Ondas 1991.